# Acidente de helicóptero em Xumabee em 2021
Em 5 de março de 2021, um helicóptero Robinson R44 caiu nos arredores de Xumabee, próximo à vila de Sojwe, no Botsuana. Havia duas pessoas no helicóptero de quatro lugares: Sasa Klaas, uma cantora motswana, que morreu no local; e Leonard Matenje, diretor da Air Technology Services, tesoureiro da Professional Hunters Association e da Botswana Wildlife Producers Association, que sobreviveu.

## Helicóptero
O helicóptero envolvido no acidente era um Robinson R44, de matrícula ZS-SBM.

## Investigações
O Ministério de Transportes de Comunicações divulgou um comunicado afirmando que a Direção de Investigação de Acidentes do ministério e a Autoridade de Aviação Civil do Botsuana começaram a investigar o acidente e, até o momento, ambas as agências não divulgaram qualquer informação.